# Österhult (naturreservat)
Österhult är ett naturreservat i Ydre kommun i Östergötlands län.
Området är naturskyddat sedan 2012 och är 11 hektar stort. Reservatet omfattar en östsluttning av en höjd belägen strax väster om gården Österhult. Reservatet består av barrblandskog där granen dominerar samt ett lövskogsparti nedanför sluttningen. 